# Cegelnica
Cegelnica je naselje u slovenskoj Općini Naklu. Cegelnica se nalazi u pokrajini Gorenjskoj i statističkoj regiji Gorenjskoj. 

## Stanovništvo
Prema popisu stanovništva iz 2002. godine naselje je imalo 305 stanovnika.